# المنتری او-اس
المنتری او-اس (به انگلیسی: elementary OS) نام توزیع لینوکس است که بر پایه لینوکس اوبونتو گسترش یافته‌است. این نسخه از لینوکس دارای نرم‌افزارهای بخصوصی مانند تقویم و ویرایشگر متن که مخصوص این نسخه هستند تشکیل شده‌است.

## فلسفه طراحی
پروژه المنتری او-اس با هدف حل تعدادی از کمبودهای مشاهده شده در محیط دسکتاپ ایجاد شد که عبارتند از:
- زیبایی بیشتر با رابط کاربری ساده.
- کاهش وابستگی نرم‌افزاری با استفاده از برنامه‌های هسته ای نوشته شده به زبان C یا والا.
- کاهش نیاز به دسترسی به ترمینال (خط فرمان).

آزادی برای راه اندازی و تنظیم محیط دسکتاپ توسط خود شخص:این با فلسفه گنو موافق است،انتخاب این طراحی سنجیده به لطف این آزادی عمل با اکثر توزیع‌های گنو/لینوکس تفاوت دارد. دستورالعمل‌های رابط انسانی از پروژه المنتری او-اس به جای سفارشی سازی کامل بر روی قابلیت استفاده سریع و آسان تمرکز دارد. سه هسته اصلی قوانین توسعه دهندگان این سیستم عامل عبارتند از:"ایجاد تفاوت"،"اجتناب از پیکربندی"و"حداقل مستندات".
هنگام انتشار اولین نسخه این سیستم عامل از نظر طراحی چون شبیه سیستم عامل OS X بود مورد ستایش منتقدین قرار گرفت. (چه از نظر طراحی و چه از نظر تجربه کاربر).
پوسته اصلی این سیستم عامل پانتئون(Pantheon) است که بیشترین و عمیق‌ترین تعامل را با سایر برنامه‌های این سیستم عامل داد. برنامه‌هایی مثل:plank (نوار وظیفه)، midori (مرورگر پیشفرض این سیستم عامل) و Scratch (یک ویرایشگر متن ساده). این توزیع با استفاده از Gala که مدیر پنجره آن است و از روی Mutter ساخته شده‌است کار می‌کند.

## اجزای نرم‌افزاری
- خوش آمد گویی پانتئون (Pantheon)[apps ۱]
- Wingpanel (پنل بالایی با عملکرد مشابه پنل گنوم شل)[apps ۲]
- Slingshot (نرم‌افزار لانچر واقع در WingPanel)[apps ۳]
- Plank(نوار وظیفه)[apps ۴]
- Switchboard یا تنظیمات برنامه (کنترل پنل)[apps ۵]
- Midori (مرورگر وب که بر اساس WebKit ساخته شده‌است)[apps ۶]
- Geary (رایانامه خوان که با والا نوشته شده‌است)[apps ۷]
- Maya (نرم‌افزار تقویم)[apps ۸]
- Noise (نرم‌افزار پخش موسیقی)[apps ۹]
- Scratch (یک ویرایشگر متن ساده قابل مقایسه با gedit و Leafpad)[apps ۱۰]
- Pantheon Terminal (شبیه‌ساز ترمینال)[apps ۱۱]
- Pantheon Files که قبلاً به آن Marlin گفته می‌شد(مدیر پرونده)[apps ۱۲]
- Audience (نرم‌افزار پخش فیلم)[apps ۱۳]

## تاریخچه
توزیع ابتدایی این سیستم عامل در ابتدا به عنوان مجموعه ای از تم‌ها و برنامه‌های کاربردی برای اوبونتو طراحی شده بود و بعدها به عنوان توزیع لینوکس تبدیل شد و کار خود را آغاز کرد؛ و چون بر پایه اوبونتو ساخته شده‌است مخازن و بسته‌های ان با استفاده از مرکز نرم‌افزاری اوبونتو که مسئولیت نصب و راه اندازی/حذف نرم‌افزارها را برعهده دارد اجرا می‌شود. رابط کاربری آن که با هدف بصری برای کاربران جدید ساخته شده بدون مصرف بیش از حد منابع خواهد بود.

### 0.1 Jupiter
اولین نسخه پایدار این سیستم عامل در ۳۱ مارس ۲۰۱۱ منتشر شده و مبتنی بر اوبونتو ۱۰٫۱۰ بود از اکتبر سال ۲۰۱۲ به دلیل ظرفیت‌های تاریخی غیرقابل دانلود و از پشتیبانی نیز خارج شد.

### 0.2 Luna
در نوامبر ۲۰۱۲ نسخه بتا اول این سیستم عامل که با کد لونا نامیده می‌شد منتشر شد که مبتنی بر اوبونتو 12.04 LTS بود. نسخه بتا دوم در ۶ ماه مه ۲۰۱۳ که شامل این تغییرات بود:رفع بیش از ۳۰۰ اشکال و تغییرات متعددی از جمله بومی سازی‌های متعدد و پشتیبانی از بیشتر صفحه نمایش‌ها و بروز شدن برنامه‌های کاربردی. در ۷ اوت ۲۰۱۳ یک ساعت شمارش معکوس با شمارش تا تاریخ ۱۰ اوت ۲۰۱۳ بر روی سایت رسمی این سیستم عامل قرار داده شد که نسخه پایدار luna0.2 نام داشت و در همان روز با تغییرات اساسی و طراحی مجدد وبسایت این سیستم عامل در اختیار کابران قرار گرفت.

### 0.3 Freya

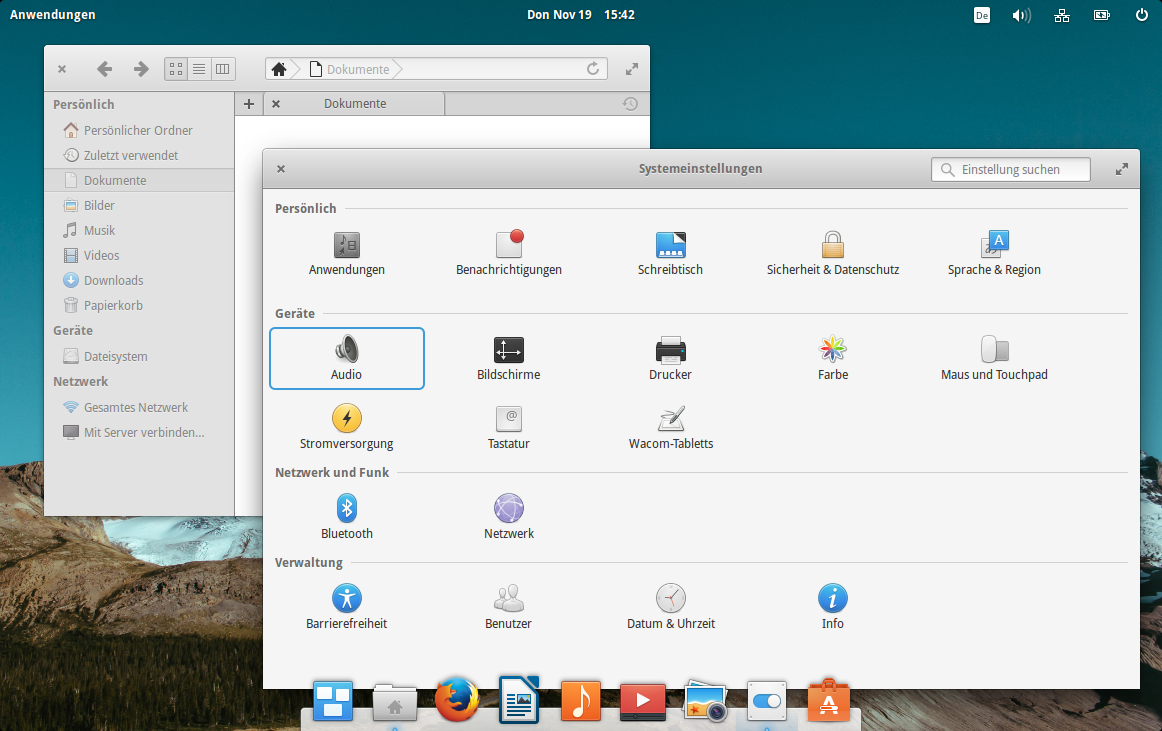
"Elementary OS 0.3 "Freya

نام سومین نسخه پایدار این سیستم عامل یعنی ایزیس (Isis) توسط دانیل فور (رهبر پروژه) پیشنهاد شد؛ و بعد از آن برای جلوگیری از ارتباط با گروه تروریستی ISIS نامش به فریا (Freya) تغییر یافت. این نسخه مبتنی بر اوبونتو 14.04 LTS بود که در تاریخ ۱۱ اوت ۲۰۱۴ اولین نسخه بتا و در تاریخ ۸ فوریه ۲۰۱۵ دومین نسخه بتا از آن منشتر شد و نسخه نهایی آن هشت روز پس از نمایش یک ساعت شمارش معکوس در سایت رسمی سیستم عامل در تاریخ ۱۱ آوریل ۲۰۱۵ منتشر شد.

### 0.4 Loki
لوکی (Loki) نام چهارمین نسخه این سیستم عامل است. این نسخه مبتنی بر اوبونتو 16.04 LTS می‌باشد که در ۱۴ ژوئن ۲۰۱۶ اولین نسخه بتا و در تاریخ ۱۶ ژوئیه ۲۰۱۶ دومین نسخه بتا از آن منتشر شده و نسخه نهایی در تاریخ ۹ سپتامبر ۲۰۱۶ برای دریافت بر روی سایت قرار گرفته.

### 0.5 Juno
جونو (Juno) نام پنجمین نسخه این سیستم عامل است. این نسخه مبتنی بر اوبونتو LTS 18.04 می باشد که در تاریخ ۲۰۱۸ اکتبر ۱۶ منتشر شد و برای دریافت در سایت قرار گرفت.

### جدول نگارش‌ها
| نگارش                                                                                              | نام     | تاریخ انتشار | مبتنی بر                  |
| -------------------------------------------------------------------------------------------------- | ------- | ------------ | ------------------------- |
| ۰٫۱                                                                                                | Jupiter | ۲۰۱۱-۰۳-۳۱   | Ubuntu 10.10              |
| ۰٫۲                                                                                                | Luna    | ۲۰۱۳-۰۸-۱۰   | Ubuntu 12.04 LTS          |
| ۰٫۳                                                                                                | Freya   | ۲۰۱۵-۰۴-۱۱   | Ubuntu 14.04 LTS          |
| ۰٫۳٫۱                                                                                              | Freya   | ۲۰۱۵-۰۹-۰۳   | Ubuntu 14.04 LTS          |
| ۰٫۳٫۲                                                                                              | Freya   | ۲۰۱۵-۱۲-۰۹   | Ubuntu 14.04 LTS          |
| ۰٫۴                                                                                                | Loki    | ۲۰۱۶-۰۹-۰۹   | Ubuntu 16.04 LTS          |
| ۰٫۴٫۱                                                                                              | loki    | ۲۰۱۷-۰۵-۱۸   | Ubuntu 16.04 LTS          |
| ۰٫۵                                                                                                | juno    | ۲۰۱۸-۰۹-۱۶   | Ubuntu 18.04 LTS (bionic) |
| ایجاز:نگارش قدیمینگارش قدیمی‌تر، هنوز پشتیبانی می‌شودنگارش پایدار جاریآخرین نگارش پیش‌نمایشانتشار آتی |         |              |                           |

### برنامه‌ها
1. ↑  "Pantheon Login Screen in Launchpad". Launchpad.net. Retrieved 2013-08-11.
2. ↑  "Wingpanel in Launchpad". Launchpad.net. Retrieved 2013-08-11.
3. ↑  "Slingshot in Launchpad". Launchpad.net. Retrieved 2013-08-11.
4. ↑  "Plank in Launchpad". Launchpad.net. Retrieved 2013-08-11.
5. ↑  "Switchboard in Launchpad". Launchpad.net. Retrieved 2013-08-11.
6. ↑  "Midori in Launchpad". Launchpad.net. Retrieved 2013-08-11.
7. ↑  "Geary". Yorba. 19 March 2013. Archived from the original on 4 April 2016. Retrieved 2013-08-11.
8. ↑  "Maya in Launchpad". Launchpad.net. Retrieved 2013-08-11.
9. ↑  "Noise in Launchpad". Launchpad.net. Retrieved 2013-08-11.
10. ↑  "Scratch in Launchpad". Launchpad.net. Retrieved 2013-08-11.
11. ↑  "Pantheon Terminal in Launchpad". Launchpad.net. Retrieved 2013-08-11.
12. ↑  "Files in Launchpad". Launchpad.net. Retrieved 2013-08-11.
13. ↑  "Files in Launchpad". Launchpad.net. Retrieved 2013-08-11.

وب گاه رسمیمشارکت‌کنندگان ویکی‌پدیا. «elementary OS». در دانشنامهٔ ویکی‌پدیای انگلیسی.